# دهستان کوهین
کوهین، دهستانی است از توابع بخش مرکزی شهرستان کبودراهنگ در استان همدان ایران.

## جمعیت
براساس سرشماری سال ۱۳۸۵ جمعیت آن۸٬۱۰۹ نفر (۲٬۰۴۶ خانوار) بوده‌است.